# Cuphea calaminthifolia
Cuphea calaminthifolia är en fackelblomsväxtart som beskrevs av Diederich Franz Leonhard von Schlechtendal. Cuphea calaminthifolia ingår i släktet blossblommor, och familjen fackelblomsväxter. Inga underarter finns listade i Catalogue of Life.